# William Fitzwilliam Owen
William Fitzwilliam Owen (* 17. September 1774 in Manchester, Großbritannien; † 3. November 1857 in Saint John, New Brunswick, Kanada) war ein britischer Marineoffizier und Forscher. Er erforschte die Küsten von West- und Ostafrika, entdeckte den Seaflower Kanal vor der Küste von Sumatra und vermaß die kanadischen Großen Seen.

## Werdegang
William Fitzwilliam Owen war der uneheliche Sohn von Captain William Owen. Im Alter von vier Jahren wurde er Waise. Der Freund seines Vaters, Konteradmiral Sir Thomas Rich, nahm sich daher seiner und seines älteren Bruders Edward (1771–1849) an. Seine Seelaufbahn begann er 1788, im Alter von 13 Jahren, als ein Midshipman auf Richs Schiff, der HMS Culloden. Zu Beginn hatte er oft Schwierigkeiten, da er eigenwillig und übermütig war. Owen diente zu Hause und auf Schiffen in Ostindien. Er erhielt 1797 ein Offizierspatent zum Lieutenant. 1803 hatte er das Kommando über die Brigg Seaflower. Ausgestattet mit 16 Kanonen segelte er nach Ostindien, wo er unter Konteradmiral Sir Edward Pellew, dem Commander-in-Chief in Ostindien, diente. 1806 erkundete er die Malediven und entdeckte im selben Jahr den Seaflower Kanal zwischen den Inseln Siberut und Sipora vor der Westküste von Sumatra. Er kämpfte gegen die Holländer in Ostindien, geriet in Kriegsgefangenschaft und wurde von den Franzosen zwischen 1808 und 1810 auf Mauritius gefangen gehalten. Während dieser Zeit wurde er zum Commander befördert. Nach seiner Freilassung erhielt er im Mai 1811 eine Beförderung zum Post-Captain, bevor er 1813 nach England zurückkehrte. Zwischen 1815 und 1816 vermaß er zusammen mit Lieutenant Henry Bayfield die oberen kanadischen Großen Seen. Dabei benannte er einen Zufluss in den südlichen Georgian Bay „Owen's Sound“ zu Ehren seines älteren Bruders, Admiral Sir Edward William Campbell Rich Owen. Zwischen dem 26. Oktober 1815 und dem 31. Mai 1816 war er Senior Royal Navy Officer auf den Großen Seen. Owen kartierte zwischen 1821 und 1826 mit der Sloop HMS Leven und der Brigg HMS Barracouta die gesamte ostafrikanische Küste vom Kap der Guten Hoffnung zum Horn von Afrika. Während dieser Zeit etablierte Owen ein Ein-Mann-Protektorat von Mombasa mit dem Zweck den Sklavenhandel zu unterbrechen, wurde aber auf königlichen Befehl dazu gezwungen dieses nach nur drei Jahren wieder abzuschaffen. Als er 1826 zurückkehrte, hatte er 300 neue Karten angefertigt, die etwa 30.000 Meilen Küstenlinie umfassten, und mehr als die Hälfte seiner ursprünglichen Mannschaft war an Tropenkrankheiten gestorben. 1827 war er für die Besiedlung einer Kolonie auf der Insel Bioko verantwortlich. Während des ersten Jahres war ihm Lieutenant James Holman beigestellt, der zu seiner Zeit als „the Blind Traveller“ bekannt war. Aufgrund geringer Aussichten auf weitere Beförderungen zog er dann Mitte der 1830er Jahre mit seiner Familie nach New Brunswick. Er sicherte sich den Anspruch an Campobello Island, welcher seinem Großvater gewährt wurde und war Lord Proprietor dort. Ferner war er an anderen Kapitalanlagen in New Brunswick beteiligt. Ab 1841 hielt er gleichzeitig den Posten als Friedensrichter sowie den Posten als Richter am Inferior Court of Common Pleas inne. Er saß zwischen 1837 und 1842 für Charlotte County in der New Brunswick House of Assembly. Während dieser Zeit wurde er 1841 zum Konteradmiral befördert. Nach seiner Niederlage bei seiner Wiederwahlkandidatur in das Abgeordnetenhaus berief man ihn im Dezember 1843 in den New Brunswick Legislative Council, wo er bis 1851 tätig war. 1844 wurde er in die American Academy of Arts and Sciences gewählt. Bei seiner letzten Tätigkeit in seiner Marinekarriere leitete er zwischen September 1842 und Dezember 1847 die maßgebliche Vermessung der Bay of Fundy für die Admiralität. Einige Karten von der Gegend basieren noch heute auf seinen Vermessungen. 1854 wurde er zum Vizeadmiral befördert. Seit 1935 trägt Owen Island im Archipel der Südlichen Shetlandinseln in der Antarktis seinen Namen.

## Familie
Owen war zweimal verheiratet: Im Januar 1818 heiratete er Martha Evans, mit der er zwei Töchter hatte. Nach deren Tod heiratete er am 11. Dezember 1852 Amy Nicholson, geborene Vernon, Witwe vom Captain Thomas L. Nicholson. Seine Tochter Cornelia war mit Captain John James Robinson (1811–1874) verheiratet.